# Galileo Galilei
Galileo Galilei   (Pisa, 15 de febrer de 1564 - Arcetri, 8 de gener de 1642), AFI [ɡaliˈlɛːo ɡaliˈlɛi], conegut en català com a Galileu, va ser un físic, matemàtic, i filòsof toscà que va tenir un paper important durant la revolució científica. Va millorar el telescopi i, per tant, l'observació astronòmica, i va donar suport a la teoria heliocèntrica de Nicolau Copèrnic. De vegades se l'anomena "el pare de l'observació astronòmica", el "pare de la física moderna", el "pare de la ciència o de la ciència moderna". Stephen Hawking digué: "Galileu, potser més que qualsevol altra persona, fou el responsable del naixement de la ciència moderna."

## Biografia
Galileu va néixer a Pisa, Ducat de Florència, i va ser el primer dels sis fills de Giulia Ammannati i Vincenzo Galilei, un conegut intèrpret de llaüt, compositor i teòric de la música. El mateix Galileu va ser un bon intèrpret de llaüt i també va heretar del seu pare un sentit escèptic sobre l'autoritat establerta i el valor de l'experimentació.
Galileu va rebre el seu nom en honor del seu avantpassat Galileo Bonaiuti, metge, professor universitari i polític que va viure a Florència del 1370 al 1450. A finals del segle xiv el cognom familiar va canviar de Bonaiuti (o Buonaiuti) a Galilei. Quan Galileu tenia vuit anys la seva família es va traslladar a Florència.

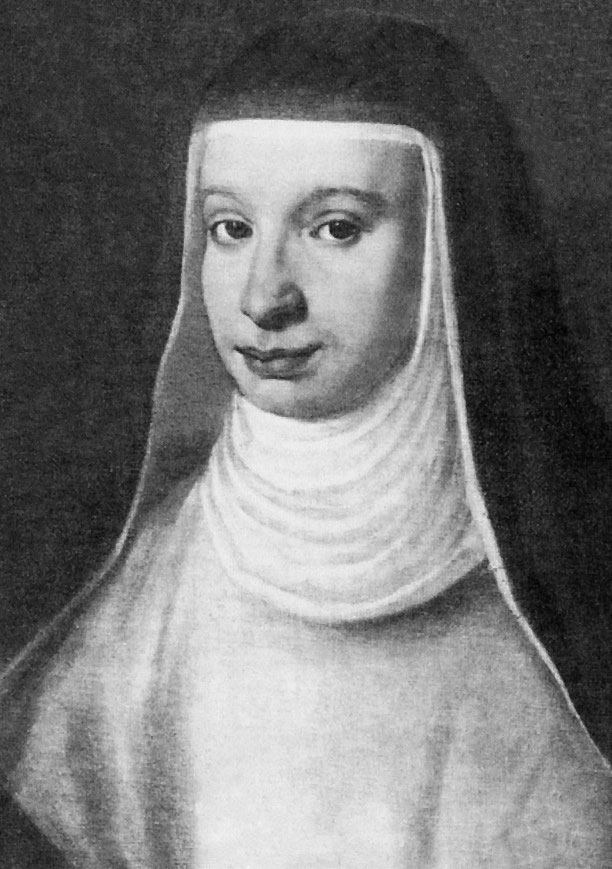
La filla gran de Galileu, Virgínia, a qui estava molt unit. En ingressar al convent va rebre el nom de Maria Celeste. Està enterrada amb ell a la Basílica de la Santa Creu, a Florència.

Tot i que Galileu era catòlic, va tenir descendència amb Marina Gamba fora del matrimoni. Van tenir dues filles, Virgínia, nascuda l'any 1600, i Lívia, el 1601, i un fill, Vincenzo, que va néixer l'any 1606. Degut al seu naixement il·legítim, el seu pare va considerar que les dues noies no podien optar al matrimoni i que la seva única alternativa era la vida religiosa. Galileu va enviar les seves dues filles al convent de San Matteo a Arcetri, on van restar fins al final de les seves vides. Virgínia va adoptar el nom Maria Celeste després d'entrar al convent. Va morir el 2 d'abril de 1634 i va ser enterrada a la Basílica de la Santa Creu, a Florència, on anys després també va ser soterrat el seu pare Galileo Galilei. Lívia va prendre el nom de Germana Arcàngela i va estar malalta la major part de la seva vida. Vincenzo va ser legitimat com a hereu legal de Galileu i es va casar amb Sestilia Bocchineri.

## Estudis i carrera científica

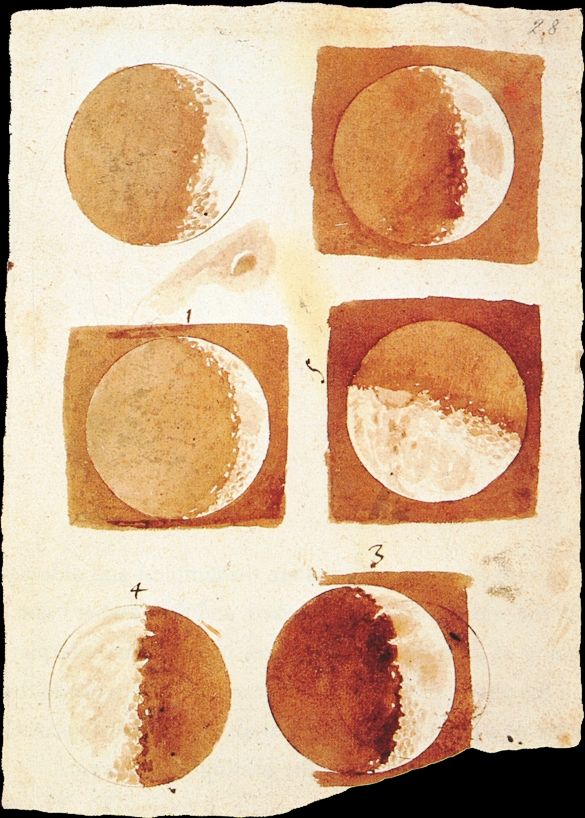
Fases de la Lluna, dibuixades per Galileo Galilei el 1616.

El 1581, Galileu entra a la universitat de Pisa per estudiar medicina, però acaba interessant-se per les matemàtiques. Demostra que Aristòtil estava equivocat en suposar que la rapidesa de caiguda dels cossos és proporcional al seu pes. Per demostrar-ho, mesura el temps de caiguda de pesos llençats des de la torre inclinada de Pisa; descobreix l'isocronisme del pèndol observant les oscil·lacions d'un llum a la catedral, teoria fortament criticada pel seu amic Guidobaldo del Monte. El 1592, Galileu esdevé, amb el suport de Guidobaldo del Monte i del seu germà, el cardenal del Monte, professor de matemàtiques a la universitat de Pàdua on restà 18 anys. Construí un aparell de mesura, el sextant, treballà en una explicació de les marees basada en les teories copernicanes, i escrigué un tractat de mecànica mostrant que les màquines no creen energia, però la transformen.
El 1604, a causa de l'aparició d'una nova, Galileu disputà amb els filòsofs que sostenien la tesi d'Aristòtil sobre la immutabilitat del cel. El 1609 s'assabenta de la invenció del telescopi per part de l'holandès Hans Lippershey i decideix construir-se el seu propi telescopi, diferent del dels Països Baixos i aplicar-lo a l'observació dels cels. Al final de 1609, Galileu tenia un telescopi de 20 augments que li permetia estudiar els cràters de la Lluna i distingir els estels de la Via Làctia. Descobreix quatre satèl·lits de Júpiter (els satèl·lits galileans). Descobriment que li serà disputat per Simon Marius, i les fases de Venus. Publica els seus descobriments el 1610, cosa que provocà grans controvèrsies perquè els altres científics no disposaven de telescopis que poguessin confirmar les seves observacions. El telescopi més potent de Galileu, amb una longitud total de 980 mil·límetres va augmentar els objectes unes 30 vegades.
El gran duc de Toscana el nomena matemàtic de la cort de Florència, la qual cosa li permet dedicar tot el seu temps a la recerca. Galileu continua fent remarcables descobriments científics, observant les fases de Venus, que, amb els satèl·lits de Júpiter, el convencen que Copèrnic no estava equivocat. L'Església s'oposa vigorosament a la posició de Galileu, però aquest demana la llibertat de recerca, a la seva carta a la gran duquessa Cristina el 1615. Contestant els seus arguments el Sant Ofici de Roma publica un edicte contra Copèrnic el 1616.
El 1623, el papa Urbà VIII autoritza Galileu a escriure un llibre comparant els sistemes de Ptolemeu i Copèrnic. No obstant això, Galileu és jutjat a Roma per la Inquisició a causa dels Diàlegs de 1632, perquè el 1616 li havia estat prohibit defensar o ensenyar les teories de Copèrnic. Aquest judici no fou anul·lat fins a l'any 1992.
La condemna de Galileu fou commutada per un arrest domiciliari a Arcetri, prop de Florència. Allà acabà les seves recerques sobre el moviment i la resistència dels materials. El 1638 publicà a Leiden els "Discursos i demostracions matemàtiques sobre les dues noves ciències". Aquest treball marcà el començament de l'estudi de la dinàmica.

## Posició de l'Església en els segles posteriors

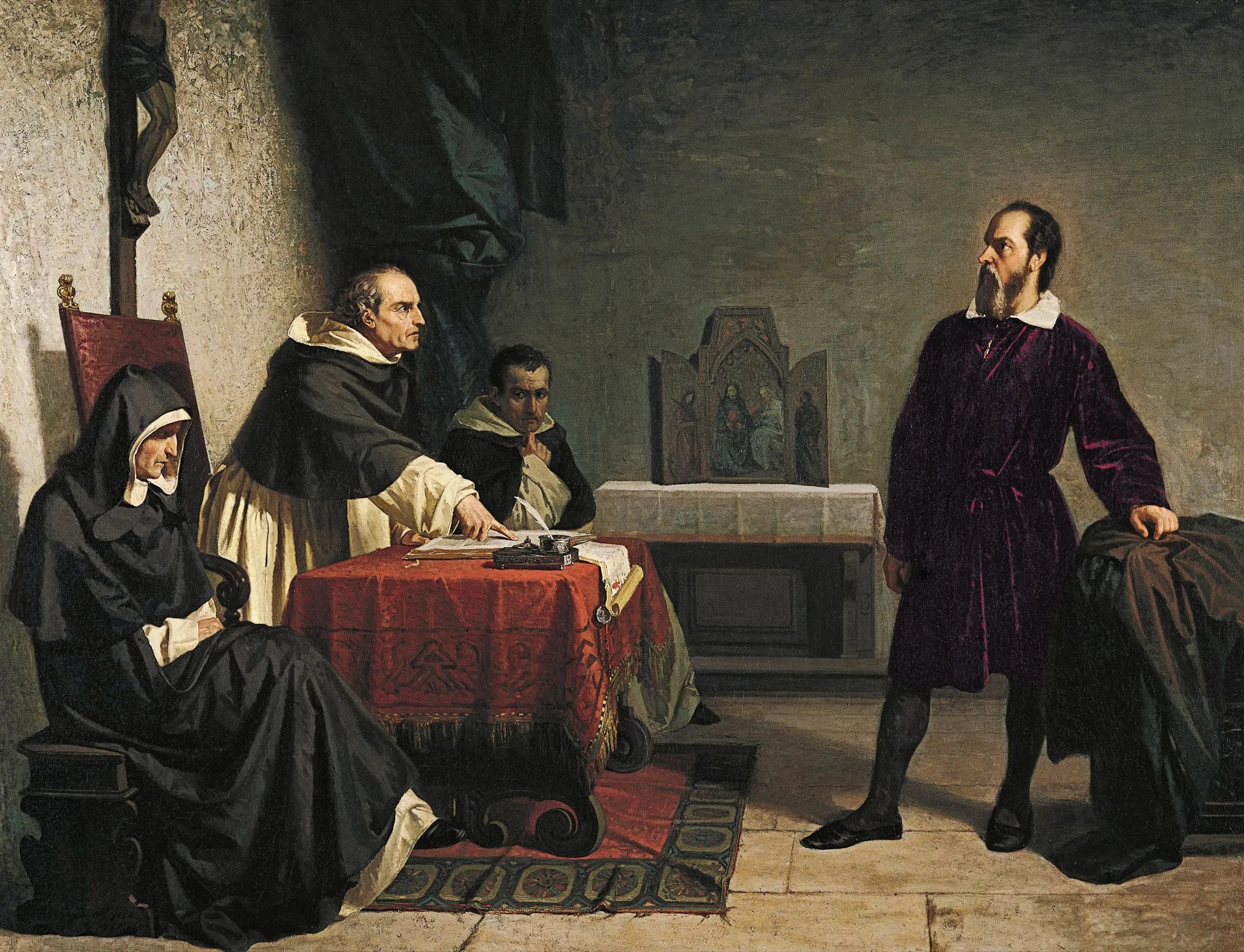
Galileu s'enfronta a la Inquisició.

Galileu, especialment per la seva obra Dialogo Sopra i Due Massimi Sistemi del Mondo (1633), va qüestionar i va esquerdar els principis sobre els quals fins a aquell moment havien sostingut el coneixement i va introduir les bases del mètode científic que a partir d'aquell moment es va anar consolidant. En filosofia varen aparèixer corrents de pensament racionalista (Descartes) i empírica (vegeu Francis Bacon i Robert Boyle).

### Segle XVII - La resistència a la separació entre ciència i teologia
La teoria de l'heliocentrisme, suposava qüestionar que els texts bíblics (com per exemple que la Terra fos el centre de l'Univers -geocentrisme-) fossin vàlids per a una verdadera ciència. Les conseqüències no només van ser per a la teologia i la ciència incipient, també es van produir conseqüències metafísiques i ontològiques, que produirien reaccions dels científics.

### Segle XVIII - Benet XIV autoritza les obres sobre l'heliocentrisme
El papa Benet XIV va autoritzar les obres sobre l'heliocentrisme en la primera meitat del segle xviii, en dos moments:
- El 1741, davant la prova òptica de l'òrbita de la Terra, va fer que el Sant Ofici donés a l'impressor la primera edició de les obres completes de Galileo.
- En 1756, les obres favorables a l'heliocentrisme van ser autoritzades de nou, per un decret de la Congregació de l'Índex, que retira aquestes obres de l'Index Librorum Prohibitorum.

### Segle XX - Homenatge sense rehabilitació
A partir de Pius XII es comença a retre homenatge al gran savi que era Galileu. El 1939, aquest papa, en el seu primer discurs a l'Acadèmia Pontifícia de les Ciències, a pocs mesos de la seva elecció al papat, descriu a Galileu "l'heroi més audaç de la investigació... sense pors del preestablert i els riscs al seu camí, ni temor a trencar els monumentos" El seu biògraf de 40 anys, el professor Robert Leiber va escriure: "Pius XII va ser molt acurat en no tancar cap porta a la Ciència prematurament. Va ser enèrgic en aquest punt i va sentir pena pel cas de Galileu." El 1979 i 1981, el papa sant Joan Pau II va encarregar una comissió per a estudiar la controvèrsia de Ptolemeu-Copèrnic dels segles XVI i XVII. Sant Joan Pau II va considerar que no es tractava de rehabilitació. El 31 d'octubre de 1992, Joan Pau II ret homenatge una vegada més al savi durant el seu discurs als partícips en la sessió plenària de l'Acadèmia Pontifícia de les Ciències. En ell reconeixia clarament els errors de certs teòlegs del segle XVII en l'assumpte.
El papa Joan Pau II va demanar perdó pels errors que haguessin comès els homes de l'Església al llarg de la història. En el cas de Galileu, va proposar una revisió honrada i sense prejudicis el 1979, però la comissió que va nomenar a l'efecte el 1981 i que va donar per conclosos els seus treballs el 1992, va repetir una vegada més la tesi que Galileu mancava d'arguments científics per demostrar l'heliocentrisme i va sostenir la innocència de l'Església com a institució, i l'obligació de Galileu de retre-li obediència i reconèixer el seu magisteri, justificant la condemna i evitant una rehabilitació plena. El mateix cardenal Ratzinger, prefecte de la Congregació per a la Doctrina de la Fe, ho va expressar rotundament el 15 de febrer de 1990 a la universitat romana de La Sapienza, quan en una conferència va fer seva l'afirmació del filòsof agnòstic i escèptic Paul Feyerabend:
| « | L'Església de l'època de Galileu s'atenia més estrictament a la raó que el propi Galileu, i prenia en consideració també les conseqüències ètiques i socials de la doctrina galileana. La seva sentència contra Galileu va ser raonable i justa, i només per motius d'oportunisme polític es legitima la seva revisió -P.Feyerabend, Contra l'opressió del mètode, Frankfurt, 1976, 1983, p.206- | » |

 Aquestes declaracions varen ser objecte d'una forta polèmica quan l'any 2008 el ja papa Benet XVI va renunciar a una visita a la Universitat de Roma La Sapienza.
És habitual en Ratzinger la cita d'autors, a priori contraris a les actituds de l'Església, per reforçar les seves tesis, de la mateixa manera que cita Paul Feyerabend, al qual qualifica de filòsof agnòstic i escèptic, cita també al qual qualifica de marxista romàntic Ernst Bloch per justificar científicament, acollint-se a la teoria de la relativitat, la correcció de la condemna a Galileu no només contextualitzada en la seva època sinó des de la nostra:
| « | Segons Bloch, el sistema heliocèntric -igual com el geocèntric- es fonen sobre supòsits indemostrables. En aquesta qüestió exerceix un paper importantíssim l'afirmació de l'existència d'un espai absolut, qüestió que actualment la teoria de la relativitat ha desmentit. Aquest (Bloch) escriu textualment: Des del moment en què, amb l'abolició del pressupost d'un espai buit i immòbil, no es produeix ja cap moviment en aquest, sinó simplement un moviment relatiu dels cossos entre si, i la seva determinació depèn de l'elecció del cos assumit com en repòs, també es podria, en el cas que la complexitat dels càlculs resultants no mostrés això com a improcedent, prendre, abans o després, la terra com a estàtica i el sol com a mòbil -E. Bloch, El principi de l'esperança, Frankfurt, 1959, pàg. 290. L'avantatge del sistema heliocèntric respecte al geocèntric no consisteix llavors en una major correspondència amb la veritat objectiva, sinó simplement en una major facilitat de càlcul per a nosaltres. | » |

 Sens dubte resulta més escandalosa per als científics l'asseveració, que també fa seva en aquestes mateixes pàgines, de C. F. von Wizsäcker:
| « | Des de les conseqüències concretes de l'obra galileana, C.F. von Weizsäcker, per exemple, dona un pas endavant quan veu un camí directíssim que condueix des de Galileu a la bomba atòmica. | » |

 Si bé Ratzinger considera que Galileu va obrir la caixa de Pandora no es pot oblidar que serà la Congregació per a la Doctrina de la Fe o Sant Ofici qui condemna Galileu. Serà igualment la Inquisició com conjunt d'institucions dedicades a la supressió de l'heretgia la que santificarà la coerció, la tortura, el càstig, l'ajusticiament i l'assassinat com a modus operandi necessari per preservar la veritat i el poder de la jerarquia catòlica. En aquest sentit, indica Savater, hi ha qui intenta culpar a la il·lustració i, per tant, també a la ciència i als seus precursors -Galileu, Descartes…- de tots els mals dels últims segles però no s'ha d'oblidar que:
| « | la Inquisició va inaugurar uns procediments de busseig en la intimitat de les ments i càstig dels dissidents que després van culminar en el Terror revolucionari, el Gulag i altres abusos totalitaris que recentment alguns hagiògrafs han carregat ni més ni menys que a compte...¡de la Il·lustració!. | » |

### Segle XXI - La impossible rectificació de la condemna
Si el 1633 el Sant Ofici va condemnar Galileu adduint raons tant bíbliques com científiques, des del segle xxi, amb suficient distància, podem afirmar que l'Església no va saber admetre el canvi de paradigma científic que suposaven les aportacions de Copèrnic, Kepler i Galileu. L'Església catòlica va haver d'usar la força bruta de la Inquisició i la raó caduca del somort paradigma geocèntric per prohibir les seves obres i limitar la repercussió dels seus descobriments. Com indica Stephen Hawking, Galileu probablement és el màxim responsable del naixement de la ciència moderna, més que qualsevol altre, Albert Einstein el va anomenar "pare de la ciència moderna".

#### La protesta de La Sapienza en 2008
Joseph Ratzinger, ja com a papa, havia estat convidat a participar en la cerimònia d'inauguració del curs acadèmic prevista per al 17 de gener de 2008; però va haver de renunciar-hi davant de la protesta iniciada uns mesos abans per 67 professors de la Universitat de Roma La Sapienza i amb el suport després de nombrosos professors i estudiants per declarar-lo persona non grata. El Claustre de professors no va acceptar la posició medieval del papa davant de la condemna de Galileu i condemnava les afirmacions que havia realitzat en el discurs públic pronunciat a la Universitat de Roma La Sapienza el 1990.

#### Celebracions vaticanes en 2009
376 anys després de la seva condemna i la prohibició dels seus llibres, i aprofitant els esdeveniments de l'Any de l'astronomia, el Vaticà va celebrar, el 15 de febrer de 2009, una missa en el seu honor. La celebració va ser oficiada per monsenyor Gianfranco Ravasi i va estar promoguda per la Federació Mundial de Científics; la Santa Seu volia fer pública l'acceptació del llegat del científic dins de la doctrina catòlica. El 2009, dins de la celebració de l'Any Internacional de l'Astronomia, la Santa Seu va organitzar un congrés internacional sobre Galileo Galilei i va publicar una nova edició d'un llibre amb els documents dels Arxius Secrets del Vaticà sobre el procés seguit contra ell. El llibre va ser escrit pel bisbe Sergio Pagano, qui en va fer una edició anterior l'any 1984.

## Obres de Galileu

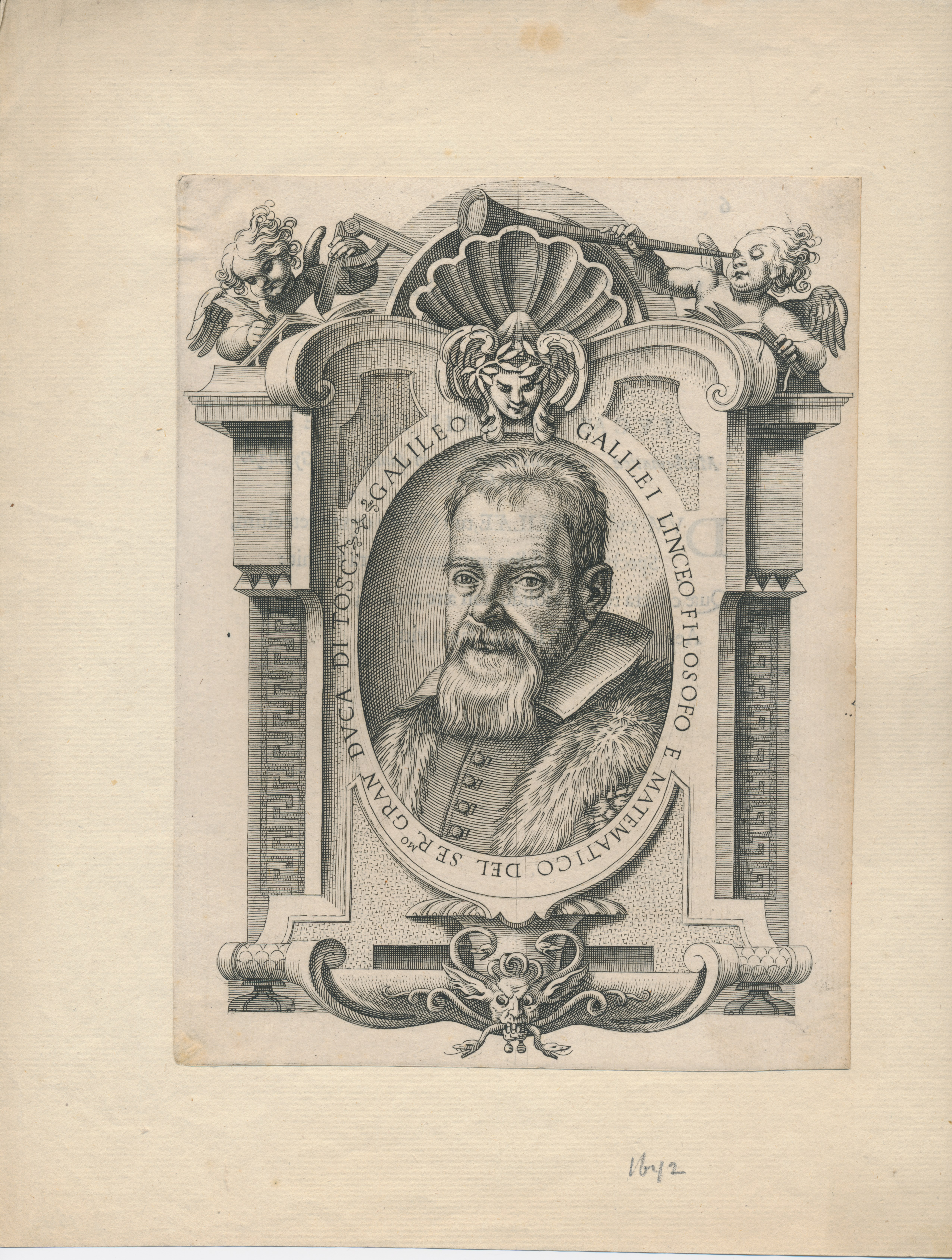
gravat del

- Galileo Galilei. Opere complete. Firenze: Alberdi, 1842-1852. 15 vol. Text complet i descàrrega en Google books -ed. 1856- Tom I - Tom VI - Tom XIII
- Le opere complete di Galileo Galilei. Edició nacional. 20 vols. Firenze, 1890-1909.

Obra cronològica:
- 1586 — La Billancetta
- 1590 — De Motu
- 1606 — Le Operazioni del Compasso Geometrico et Militare
- 1600 — Le Meccaniche.
- 1610 — Sidereus Nuncius (El missatger dels astres)
- 1615 — Carta a la Gran Duquesa Cristina (publicada el 1636)
- 1616 — Discorso del flusso e reflusso del mare
- 1619 — Discorso delle Comete (publicat per Mario Guiducci)
- 1623 — Il Saggiatore
- 1632 — Dialogo sopra i due massimi sistemi del mondo tolemaico e copernicano
- 1638 — Discorsi e Dimostrazioni Matematiche, intorno a due nuove scienze attenenti alla meccanica & i movimenti locali